# Athlético Football Club d'Abidjan
Dernière mise à jour : 10 avril 2023.
L'Athlético Football Club d'Abidjan est un club ivoirien de football féminin basé à Abidjan.

## Histoire
L'Athlético Football Club d'Abidjan est sacré champion de Côte d'Ivoire à l'issue de la saison 2021-2022.
Le club conserve son titre lors de la saison 2022-2023, terminant la saison invaincues.
La Côte d'Ivoire accueille en 2023 alors la Ligue des champions africaine, pour laquelle l'Athlético est donc qualifié d'office, malgré une troisième place au tournoi de qualification de la zone UFOA-B. Pour son premier match dans la compétition, l'Athlético obtient un match nul (1-1) face au Sporting Casablanca. Les Ivoiriennes perdent leurs deux matches suivants face aux JKT Queens et aux Mamelodi Sundowns et sont éliminées. Le club est notamment handicapé par des problèmes administratifs empêchant cinq joueuses de disputer la compétition.

## Palmarès
- Championnat de Côte d'Ivoire
  - Champion : 2022 et 2023.